# 裴嶷
裴嶷（？—？），字文冀，河东郡闻喜县（今山西省运城市闻喜县）人，出自河东裴氏定著五房之一的东眷裴。西晉時期官員，任昌黎太守期間因中原內亂無法南歸，遂留在北方，效命於慕容廆。

## 生平
裴嶷為人廉潔正直，又有才幹和謀略，歷任中書侍郎、給事黃門郎及滎陽太守。八王之亂期間天下大亂，裴嶷因為兄長裴武任玄菟太守，故他也自求昌黎郡太守。後來，裴武去世，裴嶷也得朝廷徵召，裴嶷於是帶著裴武的兒子裴開送裴武喪南返。不過，由於戰亂，裴嶷走到段部鮮卑控制的遼西國就路不通行，不能前進，裴嶷就打算回頭歸附慕容鮮卑控制的遼東郡。裴開就說：「家鄉就在南方，為何要向北走！而且一樣是流亡異鄉，段氏強而慕容氏弱，何必離開這兒去那裏！」裴嶷卻解釋：「中原大亂，現在回去就是進入虎口呀。而且路途遙遠，無路可通！而在就想求一個駐足之地，那豈能隨便選擇。你看段部眾人有哪個是有遠大志向的，還能禮待士人嗎！慕容廆修仁行義，有做霸王的志向，而且國家足，人民安定，現在去那裏，進可以建立功名，退也能庇蔭宗族，你還疑慮甚麼!」裴開於是就跟著裴嶷歸附慕容廆。而當時慕容鮮卑發展還是起步，勢力尚弱，很多在北方流亡的中原人其實都在猶豫是否歸附，但裴嶷的堅定前往就為眾人立下方向。慕容廆對裴嶷的來投亦很喜悅，以其為自己長史，將軍國謀略之事交給他。
太興二年（319年），平州刺史、東夷校尉崔毖鼓動宇文部鮮卑、段部鮮卑及高句麗聯攻慕容廆，雖然慕容廆用計瓦解聯軍，讓段部及高句麗都退軍，但宇文部首領宇文悉獨官仍以繼續進攻，慕容廆就詢問裴有何計策，裴嶷看穿宇文部軍隊雖然人多但無組織，毫無防備，建議針對此挑選精兵進擊。慕容廆於是派了兒子慕容皝及慕容翰各領精銳進擊，而宇文部果然無作準備，悉獨官知慕容皝率軍來攻才派兵抗擊，但剛接戰慕容翰的奇兵就已襲取其營，終大敗對方。
戰後，有三枚皇帝玉璽於宇文部營中被發現，慕容廆遂派裴嶷出使東晉，獻捷並進呈這三枚玉璽。慕容廆雖然仍然尊奉晉朝，但礙於其位處偏遠，其實東晉朝內對他仍不太重視。此行裴嶷對朝士大讚慕容廆的聲盛和謀略，並將當時大量流亡中原賢士都投靠他並為其效命的事告知眾人，朝中才開始重視慕容廆。裴嶷將要回去遼東時，晉元帝嘗試挽留他，但裴嶷卻婉拒道：「臣世代受朝廷恩，當上清要之位，而因事而寄居遠方，流落偏僻之地。今天遇到吉運，得看見朝廷，還獲賜恩可留在京邑，於臣私心這實在是大幸事。不過眼見皇宮播遷，山陵受辱，慕容龍驤將軍身在偏遠之地仍心繫王室，他慷慨至誠咸動天地，正要掃平中原，奉迎皇輿北返，故此才派遣臣下跨越萬里前來表達忠誠。今天若果留下臣，他肯定認為國家是留下他在僻陋之地，辜負了他旳丹心，懈怠了他的義德。故此微臣只是忘身為國，只圖回去覆命。」元帝也認同他的話，故還是派他回去。
後裴嶷當過遼東相及樂浪太守。

## 家庭

### 祖父
- 裴輯，裴茂子[2]。

### 父
- 裴昶，一作裴潁，晉司隸校尉。

### 兄弟
- 裴武，玄菟太守

### 侄
- 裴開，慕容廆軍諮祭酒。
- 裴湛。